# Huayna Picchu

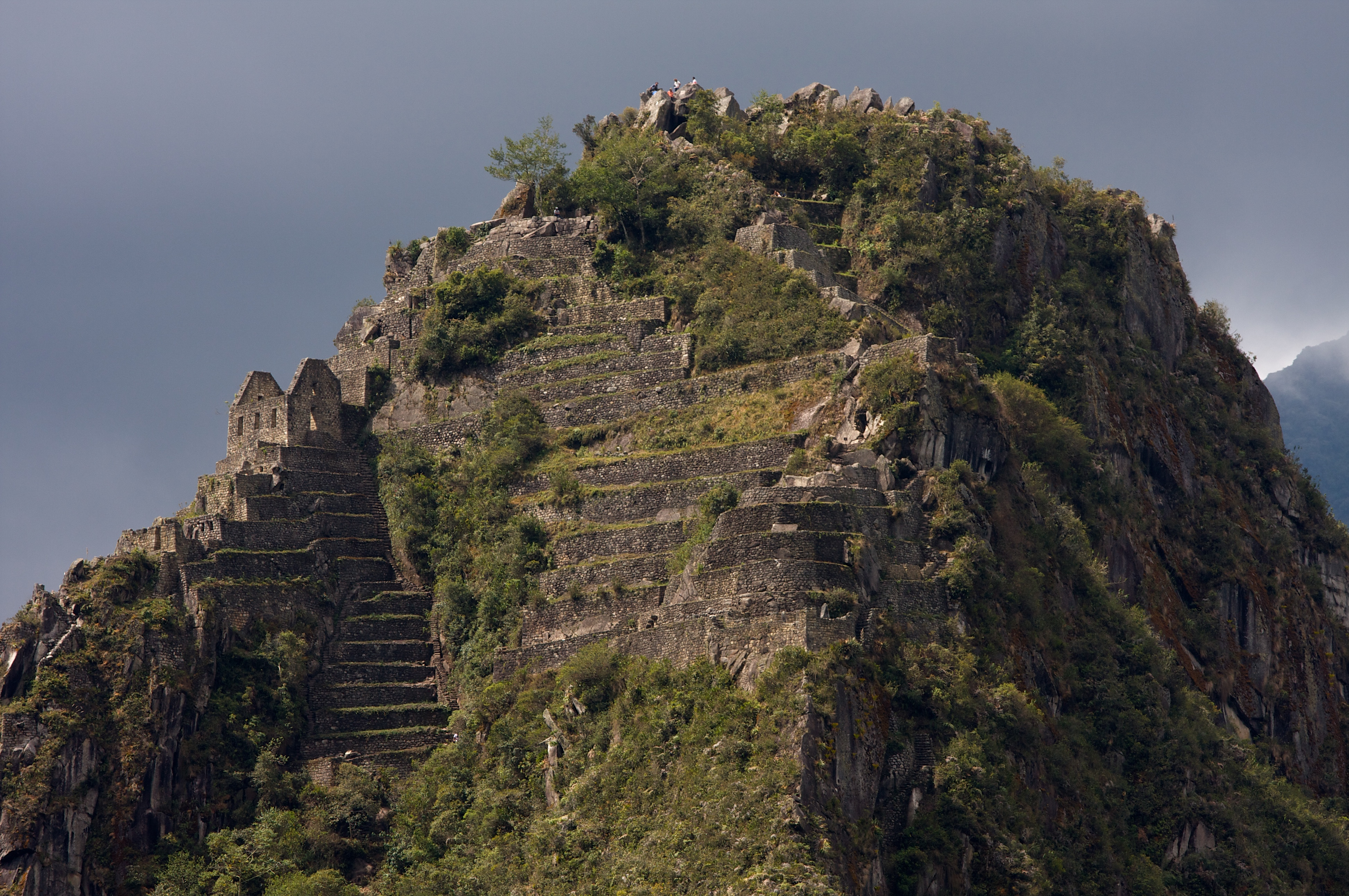
Construcciones incas de la cima de la montaña Huayna Picchu.

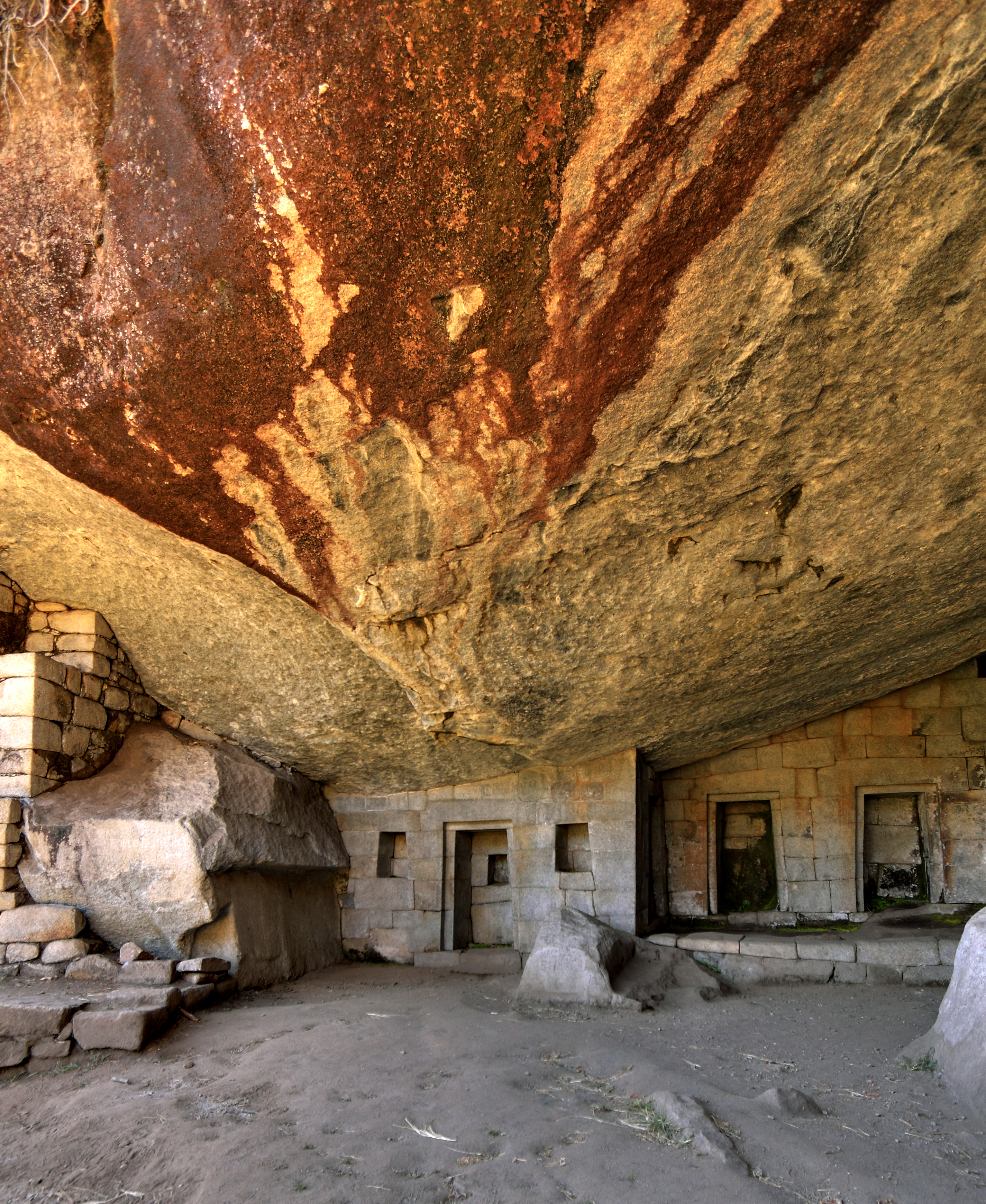
Interior de una de las cuevas del llamado Templo de la Luna.

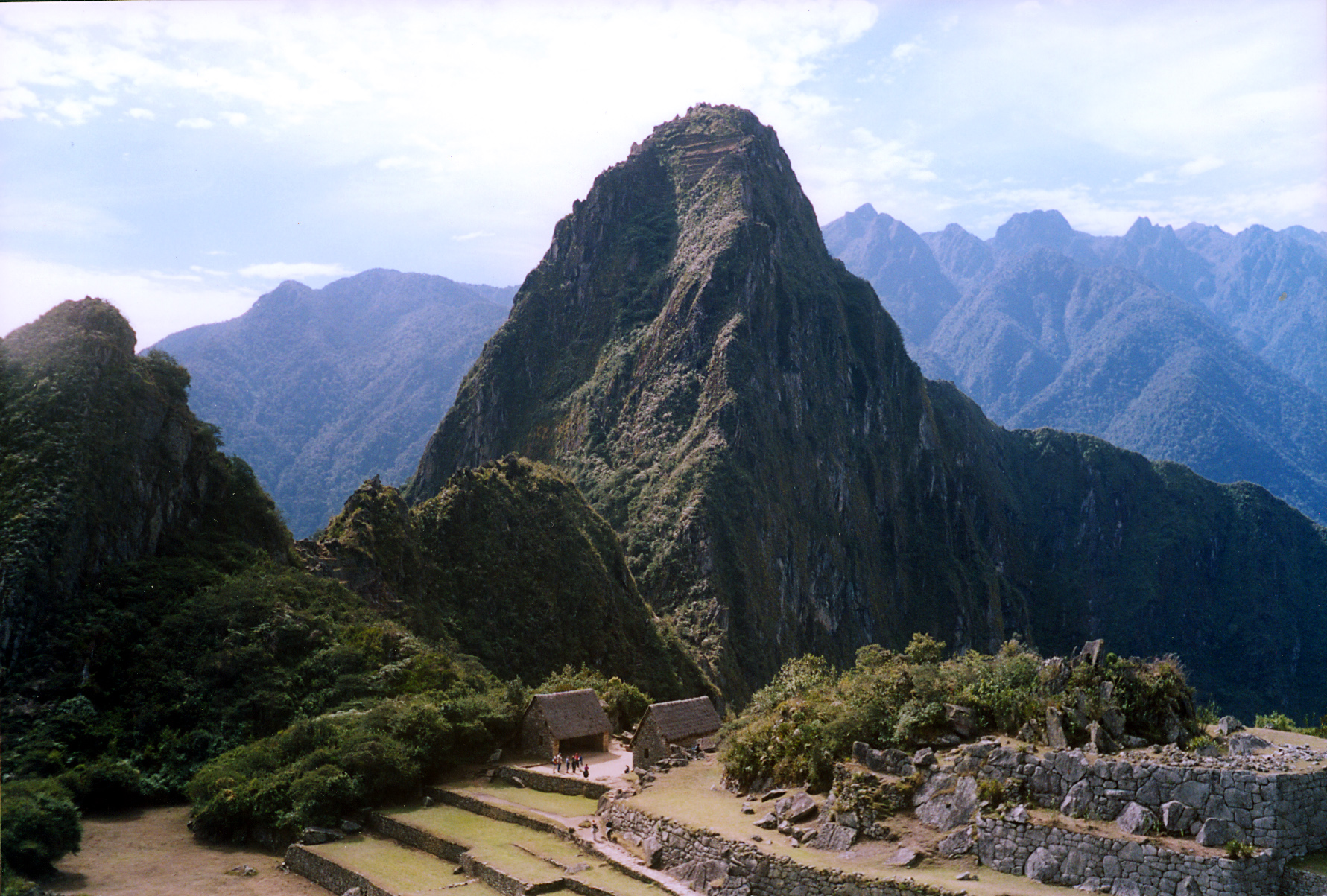
Huayna Picchu en el centro de la foto. Existe un camino que comunica la montaña de Machu Picchu con la ciudadela y de ahí otro camino para subir a Huayna Picchu. La montaña de Machu Picchu quedaría detrás del fotógrafo.

La montaña Huayna Picchu, Wayna Pikchu en quechua, (con una altitud de 2667 m s. n. m.) forma parte de las estribaciones orientales del macizo de Salcantay, en Cuzco, Perú. Es parte de una gran formación orográfica conocida como Batolito de Vilcabamba, en la Cordillera Central de los Andes peruanos y es conocida principalmente por ser el telón de fondo de la mayoría de fotografías panorámicas de los restos arqueológicos incas de Machu Picchu. Sin embargo ella misma alberga también importantes restos arqueológicos relacionados con el famoso complejo inca.

## Descripción
A fin de evitar confusiones ha de tenerse en cuenta que Machu Picchu en quechua significa montaña antigua, mientras que Huayna Picchu significa montaña joven por lo que se trata de una analogía entre el hombre viejo y el joven. Así pues el Huayna Picchu es la montaña de menor tamaño y la montaña de mayor tamaño es el Machu Picchu que da el nombre al valle y a la ciudadela (En las fotos típicas no se ve la montaña Machu Picchu, solo Huayna Picchu, quedando Machu Picchu a la espalda de la foto).
La montaña del Huayna dispone de un camino muy empinado y estrecho, que incluye varios tramos con peldaños, escalinatas talladas en la roca viva y cables. El ascenso varía entre 45 a 60 minutos, dependiendo de la condición física de cada persona, tiene una altura de 2700 m y la ciudadela inca de Machu Picchu está a una altitud de 2400 m por lo que se asciende 300 m. Por su parte, en la montaña de Machu Picchu el camino es menos empinado y dispone de escaleras, por lo que es menos peligroso, pero esta montaña es más alta que el Huayna Picchu con una altura de 3200 m, con su cima a 800 m sobre la ciudadela inca de Machu Picchu.

## Camino hacia la cumbre
Un camino que parte del extremo norte de Machu Picchu atraviesa la estrecha lengua de tierra que conecta las montañas Machu Picchu y Huayna Picchu. Luego el camino se bifurca. El ramal derecho asciende a la cima. Su construcción debió ser ardua y en extremo peligrosa: Es un camino muy empinado, estrecho, que incluye varios tramos con escalinatas talladas en la roca viva al borde mismo en la pared vertical de roca. Al final, y coronando el Huayna Picchu hay algunas construcciones menores, incluyendo una portada y una piedra labrada grande a modo de trono que se conoce como "Silla del inca". Pero lo más interesante aquí es la vista que se tiene de los restos arqueológicos del Machu Picchu y del río Urubamba al fondo del Cañón, cuyas aguas turbulentas se oyen tronar aún en un sitio tan elevado. El nevado Salcantay (sacralizado por los incas) es visible desde aquí como lo es también la curiosa alineación que existe entre el Huayna Picchu, la cumbre del Machu Picchu y el mencionado nevado que según Johan Reinhard es una de las principales razones por las que Machu Picchu fue importante en tiempos de Pachacútec (1438-1572).
Como dato adicional para aquellos que deseen llegar la cima, las autoridades locales sólo permiten el ascenso de un máximo de 400 personas en dos turnos de 200. Esto obedece al hecho de que el sendero de ascenso y la cima no albergan físicamente a más visitantes. El ascenso toma, para una persona promedio, entre 45 a 60 minutos.

## El Templo de la Luna
El otro camino va hacia la parte posterior de la montaña y lleva hasta a uno de los más notables complejos de construcciones subterráneas de la región. Se trata de varias cuevas, algunas de las cuales han sido forradas (a una escala mayor que en el Mausoleo de Machu Picchu) con bloques de fina cantería que han sido tallados para encajar con precisión con los contornos irregulares de los grandes afloramientos rocosos que les sirven de techo. Los muros, de carácter claramente ornamental, incluyen falsas portadas y nichos trapezoides de doble y triple jamba. Si bien su función específica se desconoce, está claro que se trata de un conjunto de construcciones de élite por el esfuerzo que demandó hacerlas. Se cree que pudo tener usos funerarios y que todas las tumbas fueron saqueadas en algún momento de la historia de la región.
El nombre "Templo de la luna" es arbitrario y no tiene respaldo arqueológico aunque se ha hecho popular entre los arqueólogos y los guías turísticos. Revela en todo caso el interés común por compararlo en calidad con otros edificios incas, como el "templo del sol" de Machu Picchu. 
Llegar hasta allí toma aproximadamente una hora y media caminando desde la ciudad. Desde aquí parte otro camino cuesta abajo hacia el río Urubamba.